# Nicolas Dussauge
Nicolas Dussauge, est un pilote de vitesse moto  et d'endurance français. Qui, par la suite, a été responsable de l’équipe de France Espoir 125 cm3, animateur de stages de pilotage et directeur sportif.

## Biographie
En 1993, il rentre dans le team français Tech 3 en tant que pilote et obtient la 4e place au classement final du Championnat d’europe 125 cm3 et effectue en parallèle ses premiers tours de roues en Championnat du monde cette même année à Jarama, en remplacement de Akira Saito, un pilote japonais, lors de ce qui n'était que sa deuxième saison de course moto.

Lors de l'année 2001, il remporte une victoire au 24h du Mans avec Christophe Guyot et Sébastien Scarnato sur une moto privé du GMT94. 

En 2012, il endosse le rôle de directeur sportif pour BMW Motorrad Endurance. 

### Carrière[1]
- 1991: Vice-Champion de France 50 cm3 Groupe 1
- 1993: Début en compétition au sein de Tech 3 / 3e du championnat de France 125 cm3 / 4e du championnat d'Europe 125 cm3
- 1994: Grand prix de France 125 cm3 avec Tech 3 en
- 1997: 6e du Bol d'or / 3e du championnat de France 125 cm3 / 4e XJR Cup Yamaha
- 1998: 6e au Bol d'Or sur Honda RC 45 avec Sébastien Charpentier et Bertrand Stey et 1er privé / Pilote de développement FULGUR 250 GP (moto française) / 3e du Championnat de France OPEN 250 cm3 à Carole
- 1999: Pole au 24 heures du Mans sur Honda RC 45 / Pilote remplaçant du GMT94 (Kawasaki)
- 2000: Pour le GMT94: Vainqueur aux 24h d'Oschersleben / 4e des 24h du Mans / 2e au 6h d'Estoril au Portugal / Vice Champion du monde d'endurance
- 2001: Pour le GMT94: 2e de la Coupe du monde d’endurance / Vainqueur des 24h du Mans / Pole aux 6h de Brno / Vainqueur des 6h du Nürbürgring / 2e des 24h de Liège / Pole aux 24h d’Oschersleben
- 2002: Vainqueur aux 24h du Mans / Vainqueur du Bol d'or / 2e du Master of Endurance
- 2003: Vainqueur des 24h de SPA (Belgique) / Vainqueur du Bol d'Or / Vainqueur du Master of Endurance en 2003
- 2004: 4e de la BMW Cup à Donington (Angleterre)

## Statistiques (championnat du monde)

### Par saison
| Année | Catégorie | Équipe | Moto  | Courses | Victoires | Podiums | Pole | M. tour | Points | Position |
| ----- | --------- | ------ | ----- | ------- | --------- | ------- | ---- | ------- | ------ | -------- |
| 1993  | 125 cm3   |        | Honda | 1       | 0         | 0       | 0    | 0       | 0      | NC       |
| 1994  | 125 cm3   |        | Honda | 7       | 0         | 0       | 0    | 0       | 0      | NC       |
| 1997  | 125 cm3   |        | Honda | 1       | 0         | 0       | 0    | 0       | 0      | NC       |
| 1998  | 125 cm3   |        | Honda | 1       | 0         | 0       | 0    | 0       | 0      | NC       |
| Total |           |        |       | 10      | 0         | 0       | 0    | 0       | 0      |          |

### Statistiques par course
| Année | Catégorie | Moto  | 1   | 2   | 3   | 4      | 5       | 6       | 7   | 8   | 9   | 10  | 11     | 12     | 13      | 14      | 15  | Position | Points |
| ----- | --------- | ----- | --- | --- | --- | ------ | ------- | ------- | --- | --- | --- | --- | ------ | ------ | ------- | ------- | --- | -------- | ------ |
| 1993  | 125 cm3   | Honda | AUS | MAL | JAP | AUT    | ESP     | ALL     | P-B | EUR | RSM | GBR | RTC    | ITA    | USA     | FIM Ab. |     | NC       | NC     |
| 1994  | 125 cm3   | Honda | AUS | MAL | JAP | ESP 24 | AUT 29  | ALL Ab. | P-B | ITA | FRA | GBR | RTC 25 | USA 28 | ARG Ab. | EUR     |     | NC       | NC     |
| 1997  | 125 cm3   | Honda | MAL | JPN | SPA | ITA    | AUT     | FRA 17  | NED | IMO | GER | RIO | GBR    | CZE    | CAT     | IND     | AUS | NC       | NC     |
| 1998  | 125 cm3   | Honda | JPN | MAL | SPA | ITA    | FRA Ab. | MAD     | NED | GBR | GER | CZE | IMO    | CAT    | AUS     | ARG     |     | NC       | NC     |

| Couleur | Résultat                     |
| ------- | ---------------------------- |
| Or      | Vainqueur                    |
| Argent  | 2e place                     |
| Bronze  | 3e place                     |
| Vert    | Terminé, dans les points     |
| Bleu    | Terminé, pas dans les points |
| Violet  | Abandon (Ab.) ou (Ret)       |
| Violet  | Non classé (NC)              |
| Rouge   | Pas qualifié (DNQ)           |
| Noir    | Disqualifié (DSQ)            |
| Blanc   | Pas au départ (DNS)          |
| Blanc   | Forfait (WD)                 |
| Blanc   | N'a pas participé (DNP)      |
| Blanc   | Blessé (INJ)                 |
| Blanc   | Exclu (EX)                   |
| Blanc   | Course annulée (C)           |